# Oude Haven
L'Oude Haven, en français le Vieux-Port, est le plus ancien bassin du port de la commune néerlandaise de Rotterdam.

## Situation
Situé dans le centre de Rotterdam, l'Oude Haven donne sur la Nouvelle Meuse. Il est bordé par deux autres darses, au nord-est par le Haringvliet et au sud-ouest, par le Wijnhaven.

## Histoire

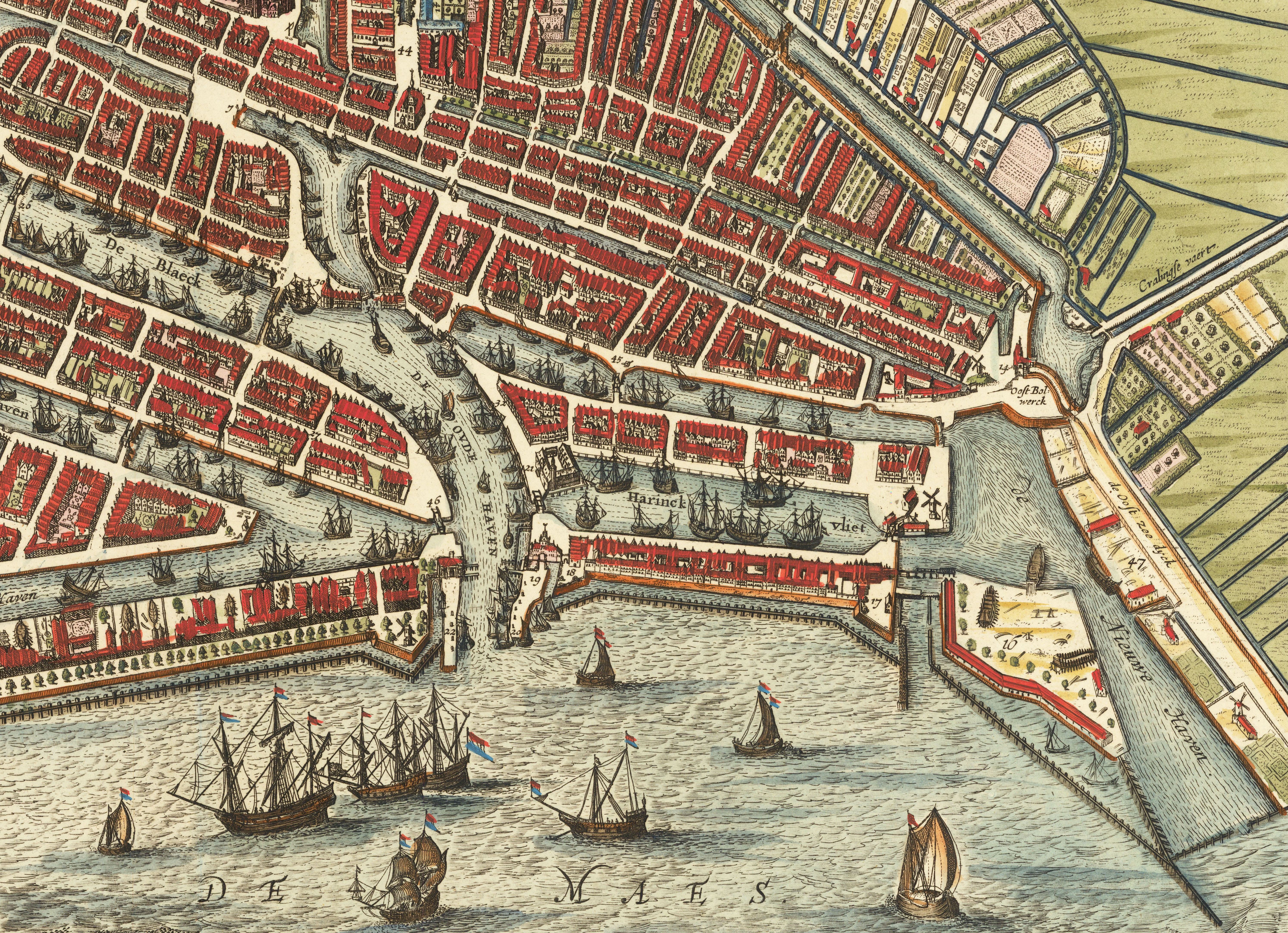
Oude Haven, 1690

Les travaux de construction de l'Oude Haven débutent en 1328. Une charte datée du 28 juillet de cette même année mentionne la construction du bassin portuaire. C'est également à partir de la fin des années 1320 que le port de Rotterdam commence à développer une activité commerciale. L'Oude Haven est ouvert et utilisé à partir de 1350. Il s'étend alors à partir de la Blaak jusqu'à la Moriaansplein. L'année suivante, en 1351, un gracht (le Steigersgracht) est creusé. Ce canal urbain, qui s'ouvre sur l'Oude Haven, permet de connecter la rivière de la Rotte à la Schie.
Vers la fin du XIXe siècle, en 1884, l'Oude Haven est aménagé d'un quai, l'Oudehavenkade. Le Steigergrachts est en grande partie détruit par le bombardement de 1940.